# Jenică Gioacăș
Jenică Gioacăș (n. 25 mai 1956) este un fost senator român în legislatura 1990-1992 ales în județul Bacău pe listele partidului FSN. În cadrul activității sale parlamentare, Jenică Gioacăș a fost membru în grupurile parlamentare de prietenie cu Statul Israel, Regatul Spaniei, Republica Polonă, Republica Franceză-Senat și Canada. 